# Дімітріе Попеску
Дімітріе Попеску (10 вересня 1961 — 11 листопада 2023) — румунський академічний веслувальник.
Олімпійський чемпіон 1992 року в складі розпашної четвірки зі стерновим, срібний призер 1984 (розпашні двійки зі стерновим), 1988 (розпашні четвірки зі стерновим) років, бронзовий призер 1992 року в складі розпашної двійки зі стерновим, учасник 1996 року.
Чемпіон світу 1989 року в складі розпашної четвірки зі стерновим, срібний призер 1985, 1996 років у складі розпашної двійки зі стерновим, бронзовий призер 1987 року в складі розпашної двійки зі стерновим.